# Ted Harris (chanteur)
Pour les articles homonymes, voir Ted Harris.
Theodore Clifford « Ted » Harris est un auteur-compositeur-interprète américain de rockabilly-rock 'n' roll et de musique country (né le 2 août 1937 à Lakeland (Floride) et mort le 22 novembre 2015 à Lewisburg (Tennessee). En 1990, il est introduit au Nashville Songwriters Hall of Fame.
Il a d'abord été disc-jockey et écrira des chansons pour Hank Snow. Le 11 juin 1958 il quitte Lakeland pour Nashville et signe chez RCA Records. La même année 1958 il produit un titre de rockabilly qui deviendra célèbre : Just Thought I'd Set You Straight By. Il enregistre aussi plusieurs singles pour Columbia Records en 1960 et fonde ensuite sa propre maison de production Contention music.

## Récompenses
Il a remporté consécutivement quatre fois le prix Writer of the Year de la SESAC (en) ainsi que d'autres prix à titre individuel ou pour son label Contention music, au total 87 prix SESAC.

## Titres classés dans leschartsaméricains[1]
| Titre                                    | Interprète                         | Année | Classement                      |
| ---------------------------------------- | ---------------------------------- | ----- | ------------------------------- |
| Chasing a Rainbow                        | Hank Snow                          | 1959  | #6 country                      |
| Crystal Chandelier                       | Carl Belew                         | 1965  | #12 country                     |
| Crystal Chandelier                       | Vic Dana (en)                      | 1965  | #14 adult contemporary, #51 pop |
| Here I Go Again                          | Bobby Wright (en)                  | 1971  | #13 country                     |
| I Hope You're Having Better Luck Than Me | Crystal Gayle                      | 1972  | #49 country                     |
| Once                                     | Ferlin Husky                       | 1966  | #4 country                      |
| Paper Mansions                           | Dottie West                        | 1967  | #8 country                      |
| Rainbows and Roses                       | Roy Drusky (en)                    | 1966  | #20 country                     |
| The Fool I've Been Today                 | Jack Greene                        | 1973  | #40 country                     |
| The Hand That Rocks the Cradle (en)      | Glen Campbell & Steve Wariner (en) | 1987  | #6 country                      |
| The Happiness of Havin' You              | Charley Pride                      | 1975  | #3 country                      |
| The One You Say Good Mornin' To          | Jimmy Dean                         | 1972  | #38 country                     |
| The True and Lasting Kind                | Bobby Lord (en)                    | 1968  | #49 country                     |
| Yesterday's Letters                      | Bobby Lord                         | 1969  | #40 country                     |
| You and Me Against the World             | Bobby Lord                         | 1970  | #15 country                     |
| You and Me Against the World             | Helen Reddy                        | 1974  | #1 adult contemporary, #9 pop   |